# Olga Zwierzyna-Hora
Olga Zwierzyna-Hora (ur. 14 marca 1928 w Moszczanicy, zm. 3 sierpnia 1991 w Żywcu) – działaczka społeczna, członkini Zjednoczonego Stronnictwa ludowego, posłanka na Sejm PRL I kadencji. 

## Życiorys
Do szkoły podstawowej uczęszczała w Żywcu. W 1942 została wywieziona na roboty przymusowe do Niemiec, skąd do Polski powróciła w 1945. Następnie ukończyła Gimnazjum Handlowe i Liceum Handlowe w Żywcu. Działała społecznie w ZMW RP "Wici" i ZMP, a w 1950 wstąpiła do Zjednoczonego Stronnictwa ludowego. Przez całe życie związana była z ruchem ludowym oraz z żywieckimi środowiskami wiejskimi, działała też na rzecz wiejskich kobiet. Organizowała życie kulturalne i tworzyła Koła Gospodyń Wiejskich. 
W 1952 została wybrana posłem na Sejm PRL I kadencji. W 1953 wybrano ją Prezesem Powiatowego Komitetu ZSL. W 1952 wybrana została członkiem Rady Naczelnej ZSL; funkcję tę sprawowała przez dwie kadencje. W 1960 weszła w skład Głównej Komisji Rewizyjnej ZSL w Warszawie, od 1964 w jej prezydium. Jednocześnie weszła w skład Plenum WK ZSL w Krakowie. Po zakończeniu kadencji przez 4 lata przewodniczyła Komisji Opieki Społecznej Powiatowej Rady Narodowej w Żywcu. Od 1960 do 1976 sprawowała mandat radnej Wojewódzkiej Rady Narodowej w Krakowie i w Bielsku-Białej. Pochowana w Żywcu.

## Odznaczenia
- Krzyż Komandorski Orderu Odrodzenia Polski[2]
- Krzyż Oficerski Orderu Odrodzenia Polski[2]
- Krzyż Kawalerski Orderu Odrodzenia Polski[2]
- Medal Za Zasługi dla Miasta Żywca[2]